# Chalinula renieroides
Chalinula renieroides är en svampdjursart som beskrevs av Schmidt 1868. Chalinula renieroides ingår i släktet Chalinula och familjen Chalinidae. Inga underarter finns listade i Catalogue of Life.